# Arina Fedorovtseva
Arina Fedorovtseva (Moscou, 19 de janeiro de 2004) é uma voleibolista indoor russa, atuante na posição de ponta. Atualmente defende o Fenerbahçe Spor Kulübü e a Seleção Russa de Voleibol Feminino.

## Carreira
Arina deu os primeiros passos no voleibol nas categorias de base do Dínamo Kazan em 2018, onde jogou por 2 anos e logo se juntou a equipe principal, onde conquistou 1 campeonato russo, 2 copas da rússia e 1 supercopa da rússia. Em 2021 Arina transferiu-se para o Fenerbahçe SK da turquia, onde joga atualmente.
Pela seleção russa, a representou nas categorias de base, conquistando a medalha de bronze no Campeonato Europeu  Sub-26 em 2019 e a medalha de ouro no Campeonato Europeu Sub-17 em 2020. Na seleção principal estreou em 2021 disputando a Liga das Nações e fez parte do elenco que disputou a edição dos Jogos Olímpicos de Verão de 2020 sob a bandeira do ROC.

## Clubes
| Clube               | De      | A       |
| ------------------- | ------- | ------- |
| Dínamo Kazan Sub-20 | 2018-19 | 2019-20 |
| Dínamo Kazan        | 2019-20 | 2020-21 |
| Fenerbahçe SK       | 2021-22 | atual   |

Atualizado em dezembro de 2021.

## Títulos e resultados
Pela Seleção Russa de Voleibol Feminino:
- Campeonato Europeu Sub-16: 2019
- Campeonato Europeu Sub-17: 2020

Pelo Dinamo Kazan Sub-20:
- Campeonato Russo Sub-20: 2019-20
- Campeonato Russo Sub-20: 2018-19
- Copa da Rússia Sub-20: 2019-20

Pelo Dinamo Kazan:
- Campeonato Russo: 2019-20
- Campeonato Russo: 2020-21
- Copa da Rússia: 2019-20, 2020-21
- Supercopa da Rússia: 2020-21

Pelo Fenerbahçe SK:
- Campeonato Turco de Voleibol Feminino: 2021-22
- Copa da Turquia: 2021-22
- Campeonato Mundial: 2021